# Lovčice (Hodoníni járás)
Lovčice település Csehországban, Hodoníni járásban. Lovčice Nevojice, Nechvalín, Věteřov, Dražůvky, Mouchnice, Ždánice és Kyjov településekkel határos. Lakosainak száma 835 fő (2024. január 1.).

## Népesség
A település lakosságának változását az alábbi diagram mutatja:
| Lakosok száma | 1142 | 1287 | 1358 | 1136 | 962  | 797  | 800  | 820  | 830  | 835  |
|               | 1869 | 1890 | 1921 | 1950 | 1980 | 2001 | 2017 | 2019 | 2022 | 2024 |